# Taterillus lacustris
Taterillus lacustris — вид гризунів, поширених у Камеруні, Нігері та Нігерії в околицях озера Чад. Його природні місця існування — сухі савани, субтропічні або тропічні сухі чагарники та орні землі. Завдяки додатковим дослідженням екології це може виявитися мезичним видом, пов’язаним з озером Чад (з можливою довгостроковою загрозою, оскільки розмір озера продовжує зменшуватися).